# Yerington
Yerington je sídelní město okresu Lyon County ve státě Nevada ve Spojených státech amerických. Žije zde přibližně 3 100 obyvatel.
Město vzniklo v místech, kde se usadili zemědělci s dobytkem. Pošta zde byla založena v roce 1871. Současný název, podle H. M. Yeringtona, ředitele železniční společnosti Carson and Colorado Railroad Co., nese od roku 1894. Městská samospráva byla zřízena v roce 1907. Správním střediskem okresu Lyon County byl původně Dayton, místní okresní soud však v roce 1909 vyhořel a správa okresu byla o dva roky později přesunuta do Yeringtonu.
Městem prochází vedlejší trasa silnice U.S. Route 95.